# Manuel Bernárdez
Manuel Bernárdez ( Villagarcía de Arosa, Galiza, Espanha, 13 de agosto de 1867 -  Montevideu, 1942) foi um diplomata, poeta, jornalista e editor uruguaio nascido na Galiza.
Era filho de Juan Ramón Bernárdez e Dolores Filgueira. Com seis anos deixou Vilagarcía de Arousa e mudou-se para Arapey, no norte do Uruguai. Obteve a nacionalidade uruguaia logo após ser maior de idade.
Não estava na escola, pois estudou em casa. Na infância, escreveu poesia e prosa, publicando o seu primeiro trabalho Confidencias a una joven amiga aos 18 anos. Nas três décadas seguintes trabalhou em várias editoras e jornais nacionais e internacionais. Casou com Carmen Martínez-Thédy em 1894, com quem teve quatro filhos.
Em 1898 tornou-se editor do El Diario em Buenos Aires. Viajou para o Brasil e escreveu um livro intitulado De Buenos Aires al Iguazú. Entre 1904 e 1905, Bernárdez escreveu sobre a Argentina, comentando sobre seu desenvolvimento econômico: Viajes por la República Argentina, La nación en marcha, Jornadas del progreso argentino, hacia las cumbres.
Em 1910 mudou-se para o Brasil como cônsul do Uruguai e foi ministro do seu país em 1916. Também foi embaixador uruguaio na Bélgica e nos Países Baixos em 1926.
Morreu em 1942 em Montevideu.